# Establo Onoe

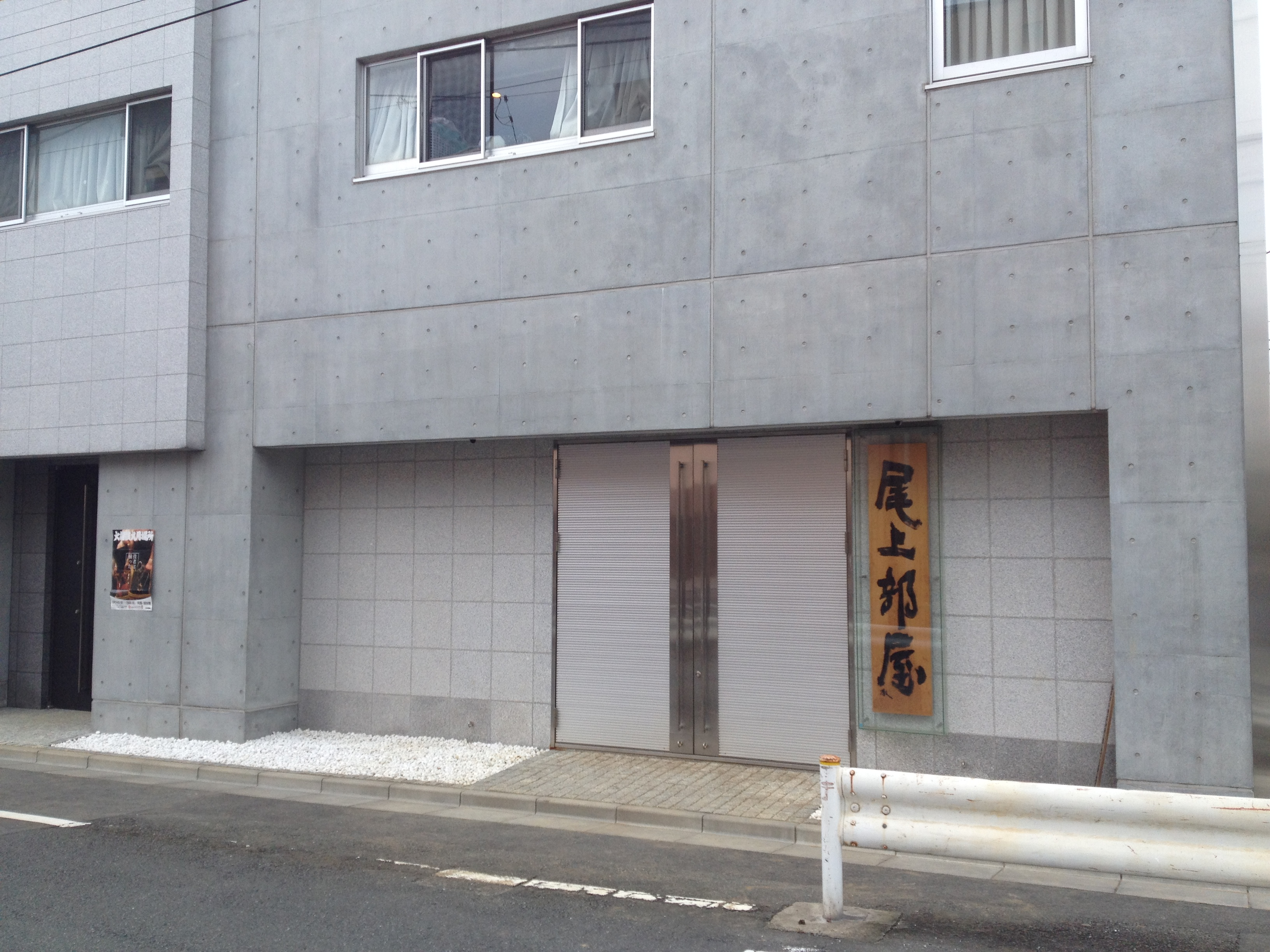
Entrada principal del Establo Onoe

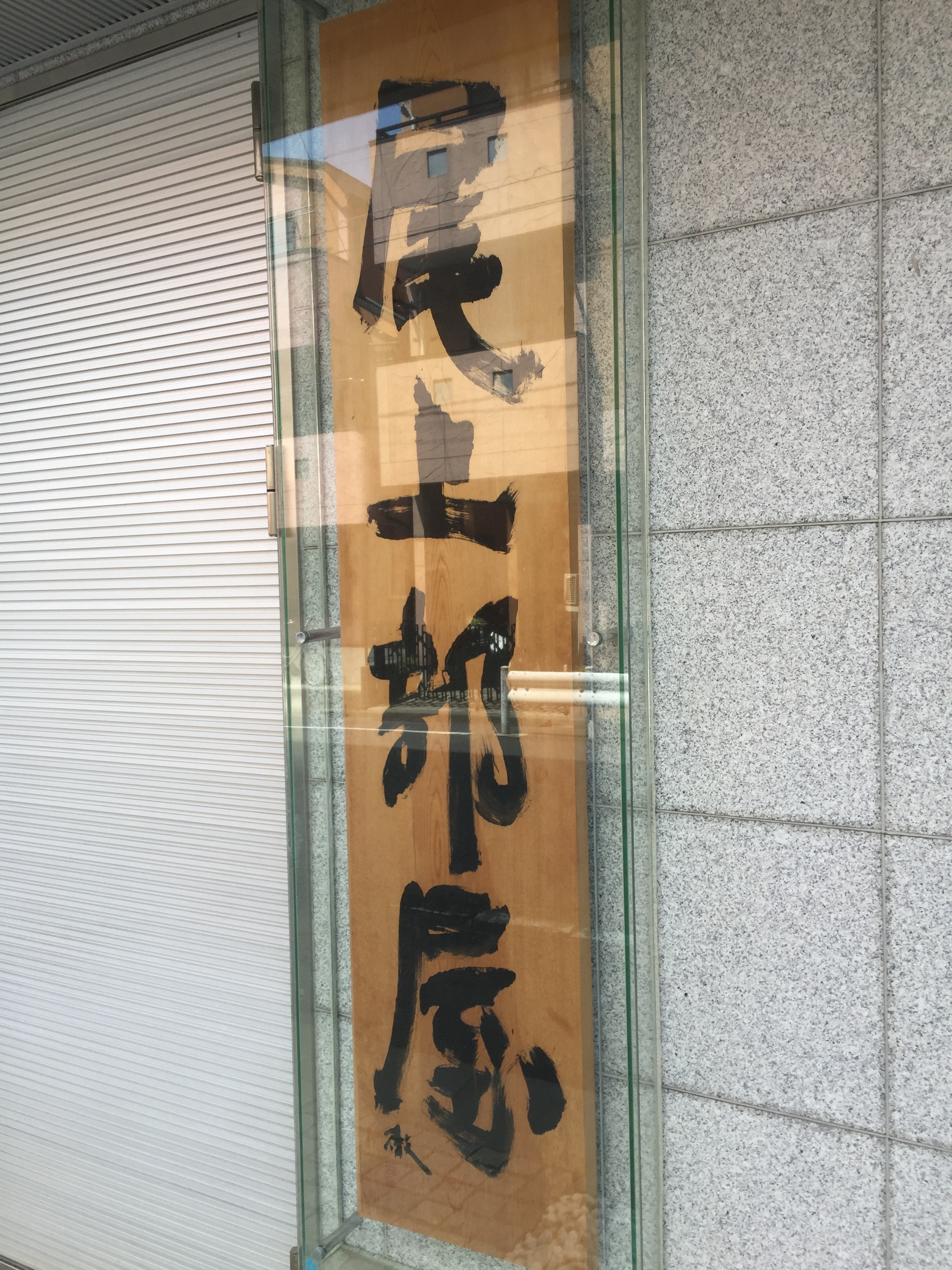
Placa de madera con el nombre del Establo Onoe

El Establo Onoe (尾上部屋, Onoe-beya) es un establo de entrenamiento de sumo profesional. El recinto forma parte del ichimon Dewanoumi. Actualmente se encuentra ubicado en el barrio especial de Ōta de la ciudad de Tokio. Fue fundado en agosto de 2006 por el ex komusubi Hamanoshima tras independizarse de establo Mihogaseki, llevándose consigo a varios luchadores destacados de allí. Durante sus primeros años, el establo Onoe estuvo ubicado en lo que esencialmente era un "garaje convertido", donde muchos de los objetos misceláneos estaban a tan solo un metro del borde del ring de entrenamiento (dohyō).
En noviembre de 2007, el establo poseía un total de ocho luchadores, la mitad de ellos clasificados como sekitori (dentro de las dos divisiones más altas del sumo). En 2011, tres de sus luchadores, el ex maegashira Sakaizawa, Yamamotoyama, y el ex jūryō Shirononami, fueron forzados a retirarse tras ser encontrados culpables por arreglos de combates. Los retiros de Satoyama en noviembre de 2018 y Tenkaihō en marzo de 2019, dejó al establo sin sekitori hasta que Ryūkō[ja] alcanzó la división jūryō en julio de 2019, sin embargo, este se retiró súbitamente del sumo en septiembre de 2021 debido a una lesión de tobillo. Para enero de 2023, el establo Onoe posee 12 luchadores. El establo ha publicado actualizaciones de manera regular en su página de Facebook desde que las sesiones de entrenamiento fueron limitadas debido a la pandemia de COVID-19.

## Dueños
- 2006–presente: El décimo séptimo (17°) Onoe (shunin, ex komusubi Hamanoshima)

## Luchadores activos destacados
- Ninguno

## Entrenadores
- Chiganoura Kōsaku (toshiyori, ex maegashira Satoyama)
- Kitajin Takayuki (toshiyori, ex maegashira Tenkaihō)

## Exluchadores destacados
- Baruto (ex ōzeki)
- Sakaizawa (ex maegashira)
- Satoyama (ex maegashira)
- Tenkaihō (ex maegashira)
- Yamamotoyama (ex maegashira)

## Tokoyama
- Tokohama (tokoyama de quinta clase)

## Ubicación
Ikegami 8-8-8, barrio especial de Ōta, Tokio.